# Maurice Sarrail
Maurice Paul Emmanuel Sarrail (6. dubna 1856, Carcassonne – 23. březen 1929, Paříž) byl francouzský generál z dob první světové války.

## Život

### Před první světovou válkou
Narodil se 6. dubna 1856, čtyři roky po nástupu Napoleona III. na trůn v jihofrancouzském Carcassonne. Do prestižní francouzské vojenské akademie (École Spéciale Militaire) v Saint-Cyru vstoupil v roce 1875. Školu vystudoval 1. října 1877 jako třetí nejlepší žák ročníku. Sloužil v Alžírsku a zúčastnil se také tažení na jihu Tuniska. Současně měl hodnost podporučíka (Sous-lieutenant) pěchoty. Mezi lety 1883 a 1885 studoval na vyšší francouzské vojenské škole – na Válečné akademii (École supérieure de guerre). V říjnu 1882 byl povýšen na poručíka (Lieutenant), v roce 1887 do hodnosti kapitána (Capitaine) a o deset let později v roce 1897 byl jmenován šéfem praporu. Po vypuknutí nechvalně známé Dreyfusovy aféry v roce 1900 si ho francouzský ministr války generál André vybral jako svého poradce a stali se dobrými přáteli. Ve funkci poradce zůstal až do roku 1907. Od února 1901 do února 1904 byl ředitelem akademie (École Militaire d'Infanterie) v Saint-Maixent-l'École. Rok po svém jmenování ředitelem akademie byl povýšen na podplukovníka (Lieutenant-colonel). Od roku 1904 do roku 1906 byl zároveň velitelem vojenské stráže Poslanecké sněmovny v Palais Bourbon. Poté byl od 7. března 1907 do 27. března 1911 velitelem pěchoty ministerstva války. V roce 1908 se stal brigádním generálem (Général de brigade). Od 27. března 1911 velel 12. pěší divizi (12e division d'infanterie), součásti 6. armádní skupiny (6e corps d'armée) a od 1. října 1913 byl převelen do vedení 4. pěší divize (4e division d'infanterie).

### První světová válka

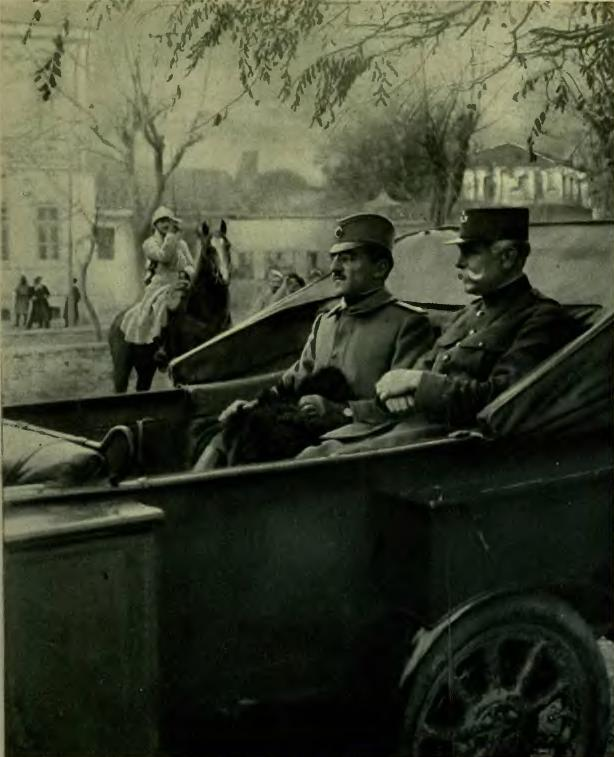
Alexandr I. Karađorđević v Monastiru, 1917

Za první světové války patřil k nejstarším francouzským generálům. 2. září 1913 nahradil generála Ruffeyho sesazeného generálem Joffrem ve velení 3. armády (IIIe Armée) v Ardenách a v této funkci vydržel až do 22. července 1915, kdy ho generál Joffre také sesadil. Zároveň dne 1. listopadu 1913 byl jmenován velitelem 8. armádního sboru (8e corps d’armée) v Bourges. Spolu s touto armádou se také zúčastnil první bitvy na Marně a podařilo se mu odrazit německý útok. Jeho podíl na francouzském vítězství byl stejný jako podíl maršála Focha a generála Gallieniho. Na západní frontě se také zúčastnil bitvy u Verdunu. V říjnu 1915 byl z politických důvodů odeslán s francouzskou orientální armádou (Armée française d'Orient) do Soluně, kam dorazil 5. října 1915. A o rok později v lednu 1916 převzal velení všech spojeneckých armád na bojišti v Makedonii. S jeho souhlasem vyhlásil velitel francouzské posádky města Korçë Henry Descoin autonomní Albánskou republiku Korçë s Themistoklem Gërmenjimem v čele. V listopadu 1916 se mu podařilo po bitvě u makedonského Monastiru (Bitoly) toto město dobýt. Kvůli neúspěšné ofenzivě byl 14. prosince 1917 zbaven funkce novým francouzským premiérem Clemenceauem a ve funkci nahrazen generálem Guillaumatem. Sarrail totiž nedokázal vytvořit ducha vzájemné důvěry mezi mnohonárodnostními jednotkami. Do konce války zbýval necelý rok a Sarrail tak během ní již nezaujal žádné významnější místo a do jejího průběhu nezasáhl.

### Po první světová válce

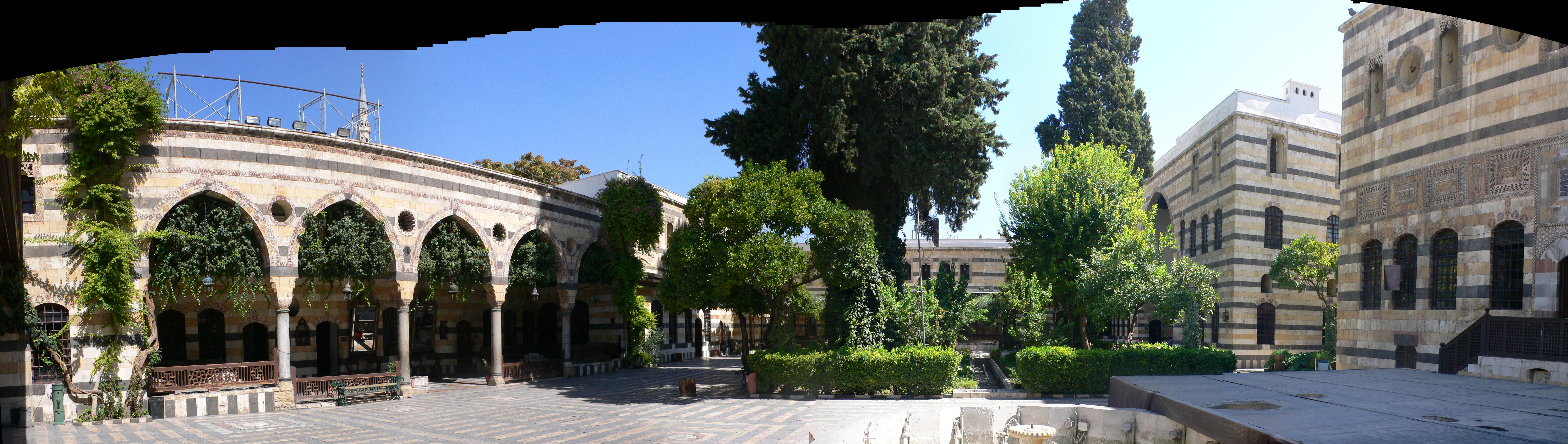
Damašská rezidence generála Sarraila

Do zálohy přešel ještě před skončením první světové války 6. dubna 1914.
Jeho političtí přátelé pro něj ale přes jeho penzionování získali výhodné místo v roce 1924, kdy byl odeslán jako významný vojenský činitel do Sýrie. Tam se také zúčastnil potlačování syrské revoluce o rok později, v roce 1925 a nařídil ostřelování Damašku.
Zemřel o pět let později v den pohřbu maršála Focha 23. března 1929 v úplném ústraní a byl pohřben v pařížské Invalidovně.

## Posmrtné pocty
Byly po něm pojmenovány ulice v Remeši, Le Havre, Rouen, Bagneux, Saint-Just-en-Chaussée, Créteil, Montauban, La Rochelle, Saintes, Roubaix, Châlons-en-Champagne, Besançon, Paříži a v Saint-Dizier, bulváry Montpellier a v Lunel, místa v Alžíru, Bordeaux a v Nantes-Rezé, dok v Lyonu, škola v Pont-Sainte-Marie a má postavenou také sochu u Verdunu.